# Нектарий Грек
Архиепископ Нектарий Грек (ум. 3 [13] июня 1626) — епископ Русской православной церкви, архиепископ Вологодский и Великопермский.

## Биография
По происхождению грек. Был архидиаконом Константинопольского Патриарха, затем архимандритом Константинопольского Патриарха.
Не ранее 28 мая 1598 года, после того как был убит архиепископ Охридский Варлаам, поставлен на Охридскую кафедру.
Вступил на престол православного охридского архиепископства, вероятно, после трагической смерти архиепископа Варлаама.
В августе 1598 года он прибыл в Молдову для сбора для своей кафедры пожертвований и оставался там долгое время.
В июне 1600 года председательствовал на соборе в городе Яссы, а затем отправился в Польшу. Не позднее 1604 г. посетил Россию. В тот же период побывал в Антверпене.
Неясно, когда он покинул пост архиепископа Охридского, но это было до 1606 года, когда Охридскую кафедру занял Афанасий.
По прибытии в Россию по указу царя Михаила Фёдоровича 25 июня (5 июля) 1613 года. был назначен архиепископом Вологодским и Великопермским. Уже не возвратился в Охрид.
Известна его челобитная царю Михаилу Романову о возвращении Двинских областей, отданных ещё Иваном Грозным, Вологодским епископам из-под власти Новгородских митрополитов. Неоднократно жаловался на бедность своей кафедры, сильно пострадавшей в Смутное время.
1 (11) мая 1614 года со стороны реки Шексны, волости Череповесь и Белозерского уезда на территорию Вологодской епархии напали «воры казаки и черкасы», опустошившие волости, гдe находились владения архиерейской кафедры, а также Павло-Обнорский, Корнилиев Комельский и Николо-Катромский монастыри.
В 1616 года местоблюститель патриаршего престола митрополит Крутицкий Иона (Архангельский) получил донос на владыку Нектария и, не произведя никакого расследования, «без сыску и неповинно», осудил его. Архиепископ Нектарий был лишён архиерейского сана и сослан в заточение в Новгородский Кирилло-Белозерский монастырь простым чернецом.
В 1621 года Патриарх Филарет вызвал из заточения архиепископа Нектария в Москву, и здесь на Соборе расспрашивали его и делали подробные разыскания, за что он так пострадал. И пришли к заключению и объявили самому Нектарию, что он «отлучен от святительства неповинно, не по делу, без сыску». В мае 1621 года Святейший Патриарх Филарет благословил «святительская вся действовати» и совершать Божественную литургию. Разрешенному в служении Нектарию приказано было жить на Богоявленском подворье впредь до назначения ему кафедры, и он оставался в Москве до смерти Вологодского архиепископа Корнилия, случившейся 17 (27) марта 1625 года.
В мае 1625 года вторично стал архиепископом Вологодским.
Скончался 3 (13) июня 1626 года. Погребен в кафедральном соборе во имя Св. Софии Премудрости Божией в Вологде.